# Declaració d'Independència dels Estats Units d'Amèrica
La Declaració d'Independència dels Estats Units d'Amèrica (el títol oficial de la qual és The unanimous declaration of the thirteen United States of America) és un document redactat pel segon Congrés Continental —a la Cambra Estatal de Pennsilvània (ara Saló de la Independència) de Filadèlfia el 4 de juliol de 1776— que va proclamar que les Tretze Colònies nord-americanes —llavors en guerra amb el Regne de la Gran Bretanya— s'havien autodefinit com a tretze nous estats sobirans i independents i ja no reconeixien el domini britànic; i en lloc de l'estatus anterior, ara formaven una nova nació: els Estats Units. John Adams va ser un dels polítics que va emprendre el procés d'independència, aprovat el 2 de juliol pel Congrés en ple sense oposició. Un comitè (el Comitè dels Cinc) es va encarregar de redactar la declaració formal, que es va presentar quan el Congrés va votar-la dos dies després.

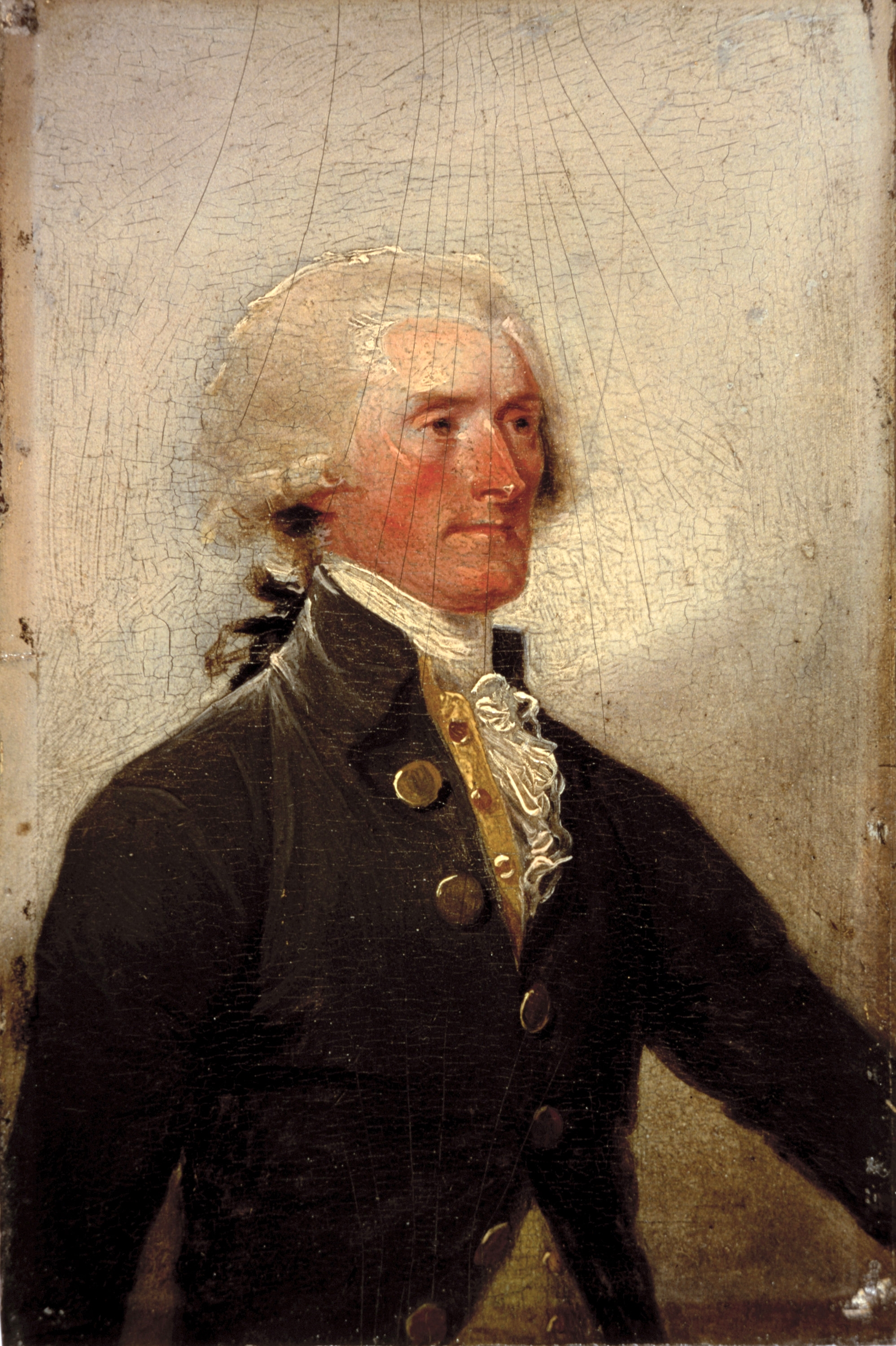
Thomas Jefferson va ser l'autor principal de la Declaració.

Adams va persuadir al comitè perquè s'encomanés a Thomas Jefferson la tasca de dirigir la redacció de l'esborrany original del document, que el Congrés va editar per produir la versió final. La Declaració era fonamentalment una explicació formal de per què el Congrés havia trencat els seus lligams polítics amb la Gran Bretanya el 2 de juliol, més d'un any després de l'esclat de la Revolució nord-americana. L'endemà Adams va escriure a la seva esposa Abigail: «El segon dia de juliol de 1776 serà l'època més memorable en la història d'Amèrica». Tot i això, el Dia de la Independència se celebra dos dies després, data en què es va aprovar.
El 4 de juliol —després de ratificar el text— el Congrés va difondre la Declaració de diverses maneres. Inicialment, va sortir a la publicació de John Dunlap, que era àmpliament distribuït i llegit al públic. La còpia original utilitzada per a aquesta impressió s'ha perdut i podria haver estat en mans de Jefferson. L'esborrany original amb les correccions d'Adams i Benjamin Franklin i les notes addicionals de Jefferson sobre els canvis realitzats pel Congrés es conserva a la Biblioteca del Congrés. La versió més coneguda de la Declaració -una còpia signada que es considera popularment com el document oficial- s'exhibeix als Arxius Nacionals a Washington DC Aquesta còpia manuscrita va ser sol·licitada pel Congrés el 19 de juliol i signada el 2 d'agost.
El contingut i la interpretació de la Declaració han estat objecte de molta investigació acadèmica. Per exemple, el document justificava la independència dels Estats Units en enumerar els reclams colonials contra el rei Jordi III i afirmava certs drets naturals i legals, inclòs el dret de revolució. Un cop complerta la seva missió original d'anunciar la independència, les referències al text de la Declaració van ser escasses els anys següents. Abraham Lincoln la va fer peça central de la seva retòrica (com en el discurs de Gettysburg del 1863) i les seves polítiques. Des de llavors, s'ha convertit en una coneguda reivindicació sobre els drets humans, en particular la segona oració:
| « | We hold these truths to be self-evident, that all men are created equal, that they are endowed by their Creator with certain unalienable Rights, that among these are Life, Liberty and the pursuit of Happiness. | Donem suport a aquestes veritats com a evidents: que els homes es creen igual; que estan dotats pel seu creador de certs drets inalienables; que entre aquests hi ha la vida, la llibertat i la recerca de la felicitat. | » |

Aquesta última ha estat definida com «una de les frases més conegudes en l'idioma anglès» i s'ha dit que conté «les paraules més potents i conseqüents a la història nord-americana». El passatge va arribar a representar un model moral que els Estats Units havien d'esforçar-se per complir i aquest punt de vista va ser promogut notablement per Lincoln, que va considerar que la Declaració era el fonament de la seva filosofia política i va sostenir que era una proclamació de principis a través de la qual ha d'interpretar-se la Constitució dels Estats Units.
La Declaració d'Independència dels Estats Units va inspirar molts altres documents similars en altres països i les seves idees van guanyar adhesió als Països Baixos, el Carib, Hispanoamèrica, els Balcans, Àfrica Occidental i Europa central els anys anteriors a 1848. Gran Bretanya no va reconèixer la independència de les seves excolònies fins que la guerra va arribar a un punt mort. El Tractat de París de 1783 va posar fi a les hostilitats i va consumar la Revolució nord-americana.

## Context històric
| « | Believe me, dear Sir: there is not in the British empire a man who more cordially loves a union with Great Britain than I do. But, by the God that made me, I will cease to exist before I yield to a connection on such terms as the British Parliament propose; and in this, I think I speak the sentiments of America. | Creieu-me, estimat senyor: No hi ha a l’Imperi Britànic un home que estima més cordialment una unió amb Gran Bretanya que jo. Però, pel Déu que em va fer, deixaré d’existir abans de cedir a una connexió amb termes que proposi el Parlament britànic; I en això, crec que parlo els sentiments d’Amèrica. (Thomas Jefferson, 29 de novembre de 1775). | » |

Abans que l'acta d'emancipació fos aprovada el juliol del 1776, les Tretze Colònies i el Regne de Gran Bretanya havien estat en guerra durant més d'un any. Les relacions entre totes dues s'havien deteriorat des de 1763. El Parlament britànic va promulgar una sèrie de mesures per augmentar els impostos a les colònies, com la llei del Timbre de 1765 i les lleis de Townshend de 1767. Aquest òrgan legislatiu va considerar que aquestes normes eren un mitjà legítim perquè les colònies paguessin una quota justa pels costos de mantenir-les a l'Imperi Britànic.
Tot i això, molts colons havien desenvolupat un concepte diferent de l'imperi. Les colònies no estaven directament representades al Parlament i els colons argumentaven que aquest òrgan legislatiu no tenia dret per assignar-los impostos. Aquesta disputa fiscal formava part d'una divergència més gran entre les interpretacions britàniques i americanes de la Constitució de Gran Bretanya i l'abast de l'autoritat del Parlament a les colònies. El punt de vista general dels britànics —que datava de la Revolució Gloriosa de 1688— defensava que el Parlament comptava amb autoritat suprema a tot l'imperi i, per extensió, tot el que el Parlament feia era constitucional. No obstant això, a les colònies s'havia desenvolupat la idea que la Constitució britànica reconeixia certs drets fonamentals que el govern no podia violar, ni tan sols el Parlament. Després de les lleis de Townshend, alguns assagistes fins i tot van començar a qüestionar si el Parlament tenia alguna jurisdicció legítima a les colònies. Anticipant la creació de la Commonwealth, el 1774 els literats nord-americans —entre ells Samuel Adams, James Wilson i Thomas Jefferson— discutien si l'autoritat del Parlament es limitava només a Gran Bretanya i que les colònies —que comptaven amb les seves pròpies lleis— haurien de relacionar-se amb la resta de l'imperi únicament per la seva lleialtat a la Corona. 

### Convocatòria del Congrés

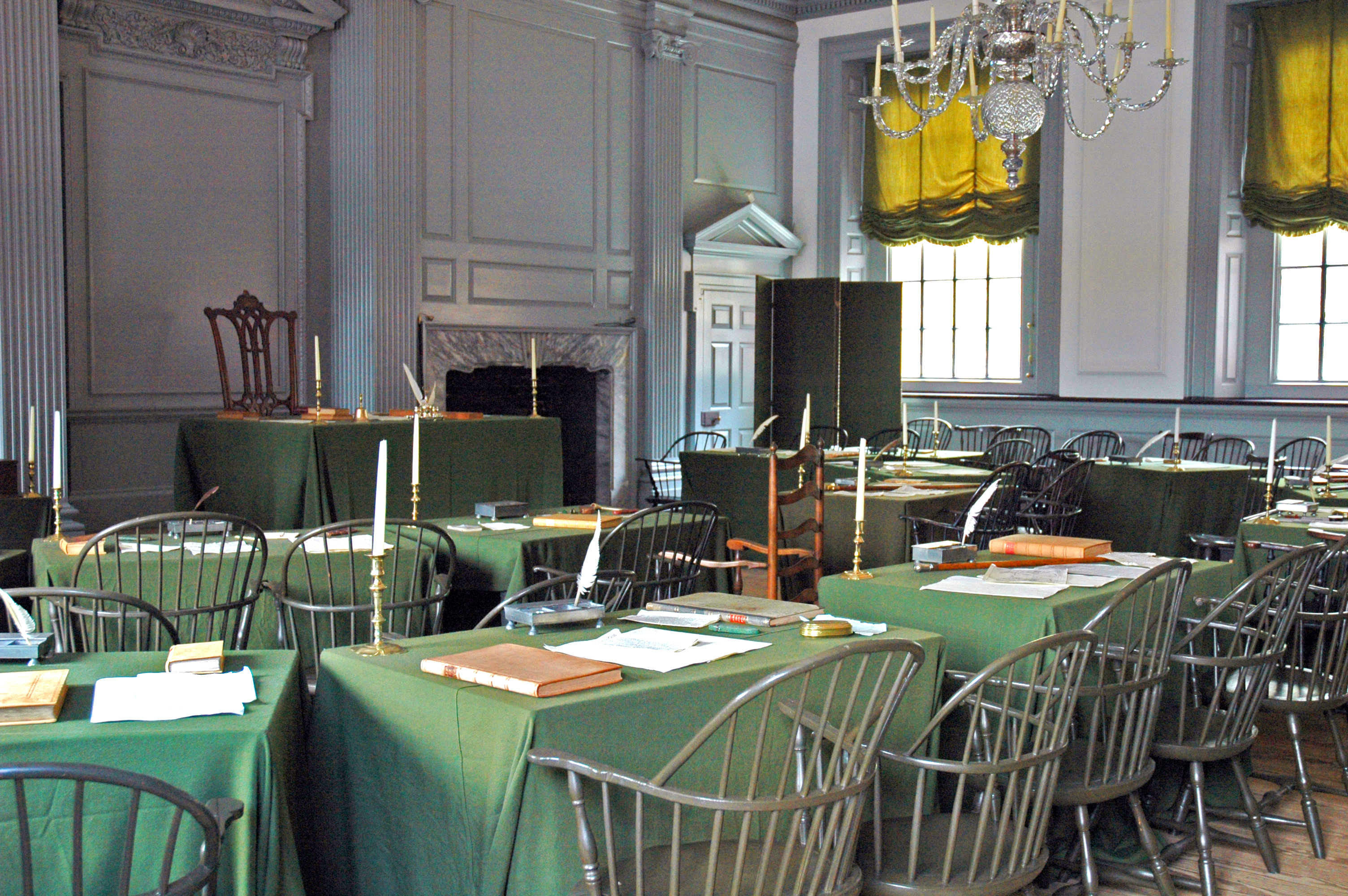
El Ple de l'Assemblea al Saló de la Independència (Filadèlfia), on el segon Congrés Continental va aprovar la Declaració d'Independència.

El tema de l'autoritat del Parlament a les colònies es va transformar en una crisi política després que el 1774 aquest òrgan legislatiu va aprovar les lleis coercitives (conegudes com a lleis intolerables a les colònies) per castigar la província de la badia de Massachusetts pel motí del te a Boston l'any anterior. Molts colons van considerar que les lleis coercitives eren una violació de la Constitució britànica i, per tant, una amenaça per a les llibertats de tota l'Amèrica britànica. El setembre de 1774, el primer Congrés Continental es va reunir a Filadèlfia per coordinar una resposta. En aquesta assemblea es va organitzar un boicot de béns britànics i va sol·licitar al rei l'anul·lació de les lleis. Aquestes mesures van fracassar perquè el rei Jordi III i el govern del primer ministre Frederick North estaven decidits a no cedir amb la supremacia parlamentària. De fet, el novembre de 1774 el monarca va escriure a North dient-li «els cops de puny decidiran si estan sotmesos a aquest país o [triaran ser] independents» (blows must decideix whether they are to be subject to this country or independent).
La majoria dels colons esperava una reconciliació amb la metròpoli, fins i tot després que la guerra revolucionària va començar a Lexington i Concord a l'abril de 1775. El segon Congrés Continental es va reunir a la Cambra Estatal de Pennsilvània a Filadèlfia a maig de 1775 i alguns representants esperaven la consegüent independència, però no es va discutir a declarar-la. Encara que molts colons ja no creien que el Parlament tenia sobirania sobre ells, continuaven professant lleialtat a Jordi III i esperaven que intercedís a favor seu. A finals del 1775 es van desil·lusionar quan el rei va rebutjar la segona petició del Congrés, va emetre una proclamació de rebel·lió i va anunciar davant del Parlament el 26 d'octubre que estava considerant «ofertes amistoses d'ajuda estrangera» per reprimir la revolta. Una minoria proamericana al Parlament va advertir que el govern central estava encoratjant als colons a la independència.

## Vers la independència
Un pamflet de Thomas Paine, El sentit comú (Common Sense), es va publicar al gener de 1776, al mateix temps que va quedar clar a les colònies que el rei no estava disposat a actuar com a conciliador. Paine s'havia posat de banda de les colònies i defensava la independència colonial, el republicanisme com a alternativa a la monarquia i el seu sistema hereditari. El sentit comú no va introduir noves idees i probablement va tenir poc efecte directe al Congrés i les seves raons per a la independència; la seva importància rau en el fet que va estimular el debat públic sobre un tema que pocs s'havien atrevit a parlar obertament. El suport a l'emancipació va augmentar constantment després de la publicació del pamflet de Paine.
Les esperances per la reconciliació van començar a disminuir entre els colons, ja que a principis de 1776 el suport públic a la independència s'havia enfortit. El febrer d'aquell any es van assabentar de l'aprovació de la Llei Prohibitiva al Parlament que va establir el bloqueig dels ports nord-americans i va declarar que els vaixells colonials eren vaixells enemics. John Adams -un fort partidari de la independència- va creure que el Parlament havia declarat efectivament la independència abans que el Congrés hagués fet res i va assenyalar la Llei Prohibitiva com l'«Acta d'Independència», qualificant-la d'«un desmembrament complet de l'Imperi britànic» (a compleat Dismemberment of the British Empire). El suport per declarar la independència va créixer encara més quan es va confirmar que el rei Jordi III havia contractat mercenaris alemanys (al voltant de 30 000 en el transcurs de la guerra) per atacar als seus súbdits nord-americans.

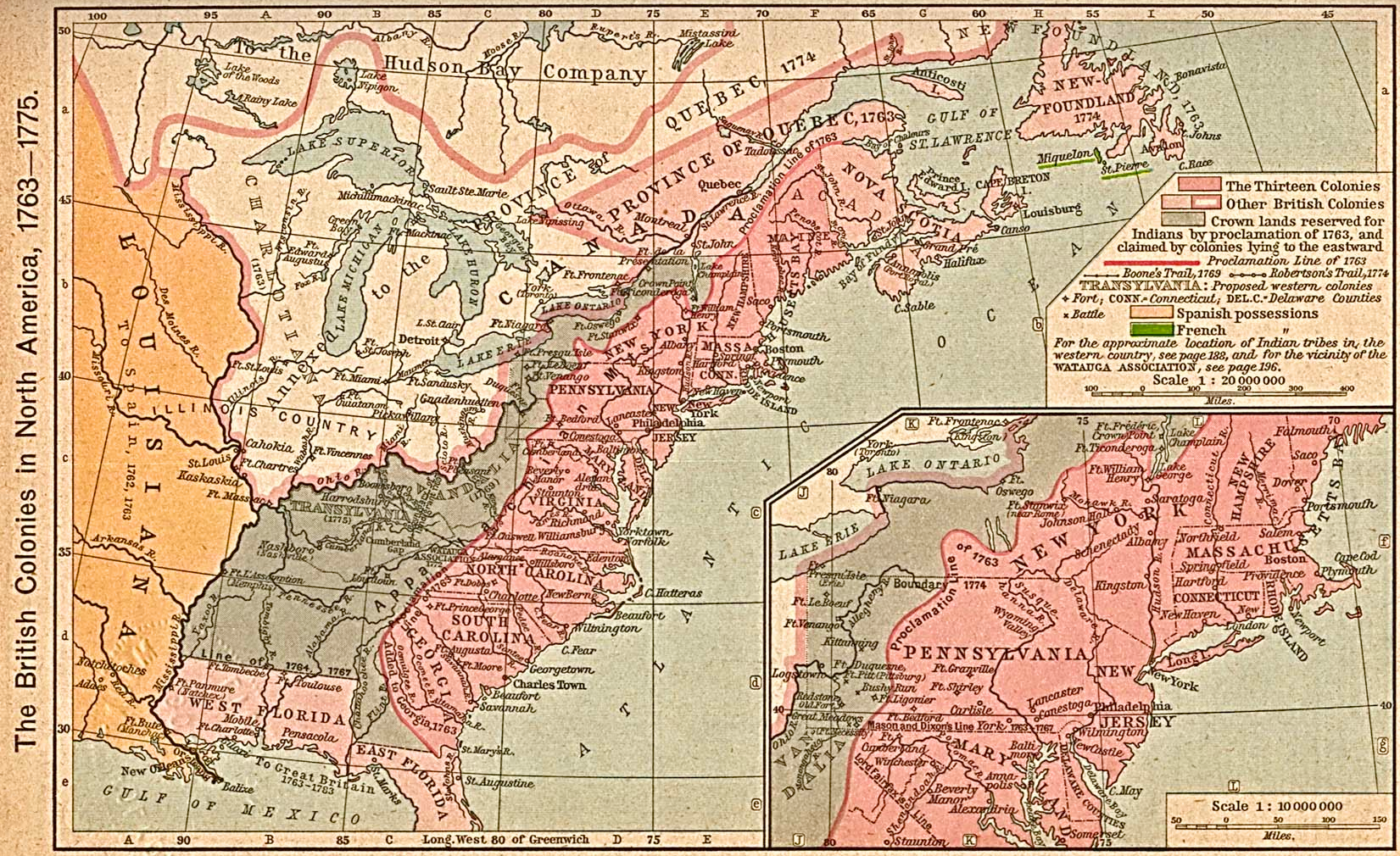
Mapa de les colònies britàniques d'Amèrica del Nord (1763-1776).

Tot i aquest creixent suport popular a la independència, el Congrés no tenia l'autoritat per declarar-la. Els representants van ser elegits al Congrés per tretze governs diferents —que incloïen convencions fora de la legalitat, comitès ad hoc i assemblees democràtiques— i estaven obligats a complir únicament les funcions que se'ls havia assignat. Independentment de les seves opinions personals, els representants no podien votar per declarar la independència llevat que les seves instruccions permetessin aquesta acció. De fet, algunes colònies van prohibir expressament als seus representants prendre mesures per separar-se de Gran Bretanya, mentre que altres els van donar ordres ambigües sobre el tema. A mesura que l'opinió pública favorable a l'emancipació creixia, els defensors de la independència van buscar la revisió de les ordres dels representants. Perquè el Congrés pogués declarar la independència, la majoria de les delegacions necessitarien autorització per votar-hi a favor i, almenys, un govern colonial hauria d'instruir (o donar permís) específicament a la seva delegació per proposar una declaració d'independència al Congrés. Entre abril i juliol de 1776, es va emprendre una «guerra política complexa» per aconseguir aquest objectiu.

### Revisió de les instruccions
Enmig de la campanya per revisar les ordres dels representants al Congrés, molts colons van expressar formalment el suport a la separació en diverses declaracions d'independència simultànies en l'àmbit estatal i local. La historiadora Pauline Maier va identificar més de noranta proclamacions d'aquest tipus emeses a les Tretze Colònies des d'abril fins al juliol de 1776. Aquestes «declaracions» tenien diferències significatives. Algunes eren instruccions formals escrites per a les delegacions al Congrés, com les resolucions de Halifax del 12 d'abril en què Carolina del Nord es va convertir en la primera colònia a autoritzar explícitament els seus representants a votar per la independència. Altres van ser decrets legislatius que van trencar oficialment amb el govern britànic, com la legislatura de Rhode Island que va declarar la seva independència el 4 de maig (la primera colònia a fer-ho). La resta eren resolucions adoptades en assemblees ciutadanes i reunions de comtats que oferien suport a la independència; unes quantes van aparèixer en forma d'ordres judicials, com la sentència publicada de William Henry Drayton, jutge president de Carolina del Sud: «La llei terrenal m'autoritza a declarar […] que Jordi III, rei de Gran Bretanya [... ,] no té autoritat sobre nosaltres i no li devem obediència» (the law of the land authorizes em to declare... that George the Third, King of Great Britain ... him). La majoria d'aquestes proclamacions són poc conegudes i han quedat eclipsades per la Declaració aprovada al Congrés Continental el 2 de juliol i signada el 4 de juliol. 
Algunes colònies van rebutjar donar suport a la independència. La resistència es va centrar en les colònies de Nova York, Nova Jersey, Maryland, Pennsilvània i Delaware. Els defensors de la independència van centrar el seu esforç a Pennsilvània, ja que si aquesta colònia es bolcava a la causa proindependentista llavors les altres la seguirien. No obstant això, l'1 de maig els opositors van conservar el control de l'Assemblea Provincial de Pennsilvània en una elecció especial que es va centrar en la qüestió de la independència. En resposta, el 10 de maig John Adams i Richard Henry Lee van presentar un esborrany de resolució al Congrés que sol·licitava a les colònies sense un «govern adequat per [complir] les exigències dels seus assumptes» triar nous governs. La moció va ser aprovada unànimement i fins i tot va ser recolzada per John Dickinson —líder de la facció antindependentista de Pennsilvània al Congrés—, qui va creure que no s'aplicava a la seva colònia.

### Preàmbul del 15 de maig
| « | This Day the Congress has passed the most important Resolution, that ever was taken in America. | Aquest dia el Congrés ha aprovat la resolució més important, que mai s'ha fet a Amèrica. (John Adams, 15 de maig de 1776). | » |

Com era costum, el Congrés va nomenar un comitè per redactar un preàmbul que explicaria el propòsit de la resolució. Principalment compost per Adams, el text afirmava que, pel fet que el rei Jordi III va rebutjar la reconciliació i estava contractant mercenaris estrangers per irrompre a les colònies, «cal que se suprimeixi completament l'exercici de qualsevol classe d'autoritat sota aquesta Corona». El preàmbul d'Adams tenia per objecte encoratjar l'enderrocament dels governs de Pennsilvània i Maryland, que encara estaven sota el control de propietaris colonials. El Congrés va aprovar l'escrit el 15 de maig després de diversos dies de deliberació, però quatre de les colònies van votar en contra i la delegació de Maryland va sortir de la sala en protesta. Adams va considerar que el seu preàmbul era efectivament una declaració d'independència, per bé que encara havia de presentar-se com un document formal.

### Resolució de Lee
El mateix dia que el Congrés va aprovar el preàmbul d’Adams, la Convenció de Virgínia va establir els fonaments per a una declaració oficial d’independència al Congrés. El 15 de maig, la Convenció va ordenar a la seva delegació al Congrés "proposar-li a aquell organisme respectat per declarar les colònies unides estats lliures i independents, alliberats de qualsevol lleialtat o dependència de la Corona o del Parlament de Gran Bretanya". La parte de la resolución relativa a la emancipación dice:
| « | Resolved, that these United Colonies are, and of right ought to be, free and independent States, that they are absolved from all allegiance to the British Crown, and that all political connection between them and the State of Great Britain is, and ought to be, totally dissolved. | Resolem, que aquestes colònies unides són i han de ser per llei, estats lliures i independents, lliures de tota lleialtat a la Corona Britànica i que tot el vincle polític entre elles i l’estat de Gran Bretanya roman, i ha de romandre, totalment dissolt. | » |

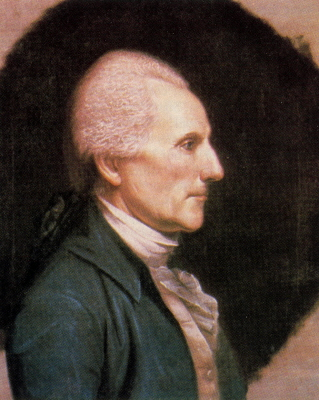
Richard Henry Lee, creador de l'instrument legal que va fer efectiva la independència.

La resolució de Lee va trobar resistència al debat subsegüent. Els opositors van admetre que la reconciliació era improbable amb la Gran Bretanya, però alhora van considerar que la declaració d'independència era prematura i l'obtenció d'assistència estrangera havia de tenir prioritat. Els defensors van argumentar que els governs estrangers no intervindrien en una disputa interna en territori britànic, per la qual cosa era necessària una proclamació formal d'independència abans que fos possible aquesta opció. Van insistir que l'únic que havia de fer el Congrés Continental era «declarar un fet que ja existeix» (declare a fact which already exists). No obstant això, els representants de Pennsilvània, Delaware, Nova Jersey, Maryland i Nova York encara no estaven autoritzats a votar per la independència i alguns van amenaçar d'abandonar el Congrés si s'aprovava la resolució. Per tant, el 10 de juny el Congrés va decidir posposar la deliberació de la resolució de Lee durant tres setmanes. Fins llavors, el Congrés va determinar que un comitè hauria de preparar un document que anunciava i explicava la independència en cas que la resolució de Lee fos aprovada quan es tornés a discutir al juliol.

### Últimes autoritzacions
El suport a una declaració d'independència del Congrés es va consolidar les darreres setmanes de juny de 1776. El 14 de juny, l'Assemblea de Connecticut va instruir els seus delegats a proposar la independència i, l'endemà, les legislatures de Nou Hampshire i Delaware també van autoritzar els seus representants. A Pennsilvània, les disputes polítiques van acabar amb la dissolució del parlament colonial i la creació de la Conferència de Comitès —dirigida per Thomas McKean— que el 18 de juny va autoritzar els delegats de Pennsilvània a declarar la independència. El 15 de juny, el Congrés Provincial de Nova Jersey —que governava provisionalment des de gener de 1776— va decidir que el governador colonial William Franklin era «un enemic de les llibertats d'aquest país» (an enemy to the liberties of this country) i va ordenar el seu arrest. El 21 de juny, van triar nous delegats al Congrés i els van acreditar per donar suport a una proclamació d'independència.
Cap a finals de juny, Maryland i Nova York seguien sense autoritzar els seus delegats. Anteriorment, els representants de Maryland s'havien retirat quan el Congrés Continental va aprovar el preàmbul d'Adams el 15 de maig i van sol·licitar noves ordres a la Convenció d'Annapolis. El 20 de maig, aquesta assemblea va rebutjar el preàmbul d'Adams i va dictar als seus delegats oposar-se a la independència. Tot i això, el representant Samuel Chase va tornar a Annapolis i, ensenyant-los les resolucions locals en favor de la independència, va aconseguir que la convenció canviés d'opinió el 28 de juny. Només els delegats de Nova York no van poder rebre noves instruccions. El 8 de juny, quan el Congrés Continental estava considerant la resolució d'independència, el president del Congrés Provincial de Nova York els va dir als representants que s'esperessin, però el 30 de juny aquesta assemblea va ordenar l'evacuació de Nova York quan les tropes britàniques es van aproximar i no es van tornar a reunir fins al 10 de juliol. Això va significar que els delegats de Nova York no estarien autoritzats a declarar la independència fins que el Congrés ho permetés.

## Redacció i aprovació

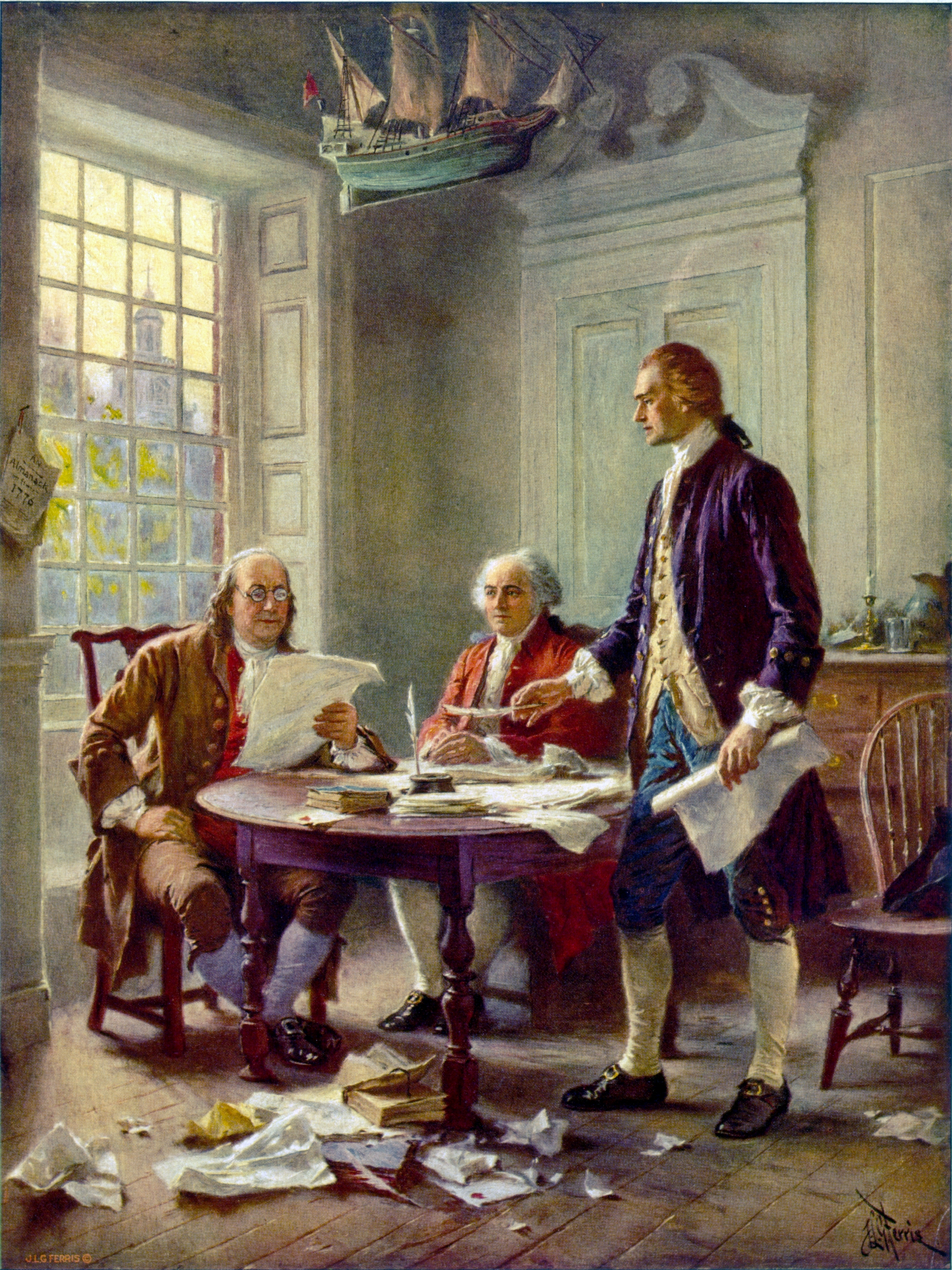
Aquesta representació idealitzada va ser reimpresa moltes vegades; hi apareixen (d'esquerra a dreta) Franklin, Adams i Jefferson treballant en la Declaració (Jean Leon Gerome Ferris, 1900).

Mentre es desenvolupaven les esmentades maniobres polítiques que van consolidar el procés independentista a les legislatures estatals, s'estava redactant un document que explicaria la decisió. L'11 de juny de 1776, el Congrés va designar un «Comitè dels Cinc» per a aquesta tasca, compost per John Adams (Massachusetts), Benjamin Franklin (Pennsilvània), Thomas Jefferson (Virginia), Robert R. Livingston (Nova York) i Roger Sherman (Connecticut). El comitè no va deixar actes de reunió, per la qual cosa hi ha certa incertesa sobre com es va desenvolupar el procés de redacció. Anys després, alguns documents de Jefferson i Adams van explicar part de les reunions, encara que no són fiables són citats amb freqüència a la bibliografia. La veritat és que el comitè va discutir l'esquema general que el document havia de seguir i va acordar que Jefferson escriuria el primer esborrany. Els membres del comitè en general i Jefferson en particular, van pensar que Adams havia d'escriure el document, però aquest últim va convèncer el comitè d'escollir a Jefferson i va prometre revisar-ho personalment. En considerar l'apretada agenda del Congrés, Jefferson probablement tenia poc temps per escriure durant els disset dies següents i també va haver d'escriure l'esborrany ràpidament. Després va consultar als seus companys, va fer alguns canvis i va produir un altre esborrany que incorporava aquestes correccions. El comitè va presentar aquest exemplar al Congrés el 28 de juny de 1776. El títol del document era «Una declaració dels representants dels Estats Units d'Amèrica, reunits al Congrés General».
El president del Congrés va ordenar que l'esborrany «descansi sobre la taula» (lie on the table o que es posposés o suspengués la seva consideració al ple). Durant dos dies, el Congrés va editar metòdicament el document principal de Jefferson, van eliminar una quarta part del text, van treure paraules innecessàries i van millorar l'estructura de les oracions. El Congrés va retirar l'afirmació de Jefferson que la Gran Bretanya havia introduït forçosament el comerç d'esclaus africans a les colònies, a fi de moderar el document i apaivagar els britànics que recolzaven la Revolució. Jefferson va escriure que el Congrés havia «mutilat» (mangled) la seva versió preliminar, però, en paraules del seu biògraf John Ferling, el producte final va ser «el majestuós document que va inspirar als contemporanis i la posteritat».

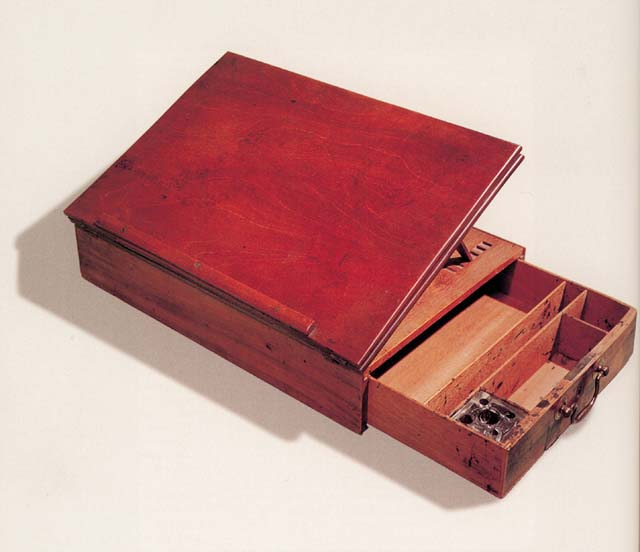
Escriptori portàtil que Jefferson va utilitzar per redactar l'esborrany de la Declaració d'independència.

El dilluns 1 de juliol, després d'haver presentat l'esborrany de la declaració, el Congrés es va transformar en un comitè plenari -presidit per Benjamin Harrison (Virgínia)- i va reprendre el debat sobre la resolució d'independència de Lee. John Dickinson va fer un últim esforç per retardar la decisió, amb l'argument que el Congrés no hauria de declarar la independència sense abans assegurar una aliança estrangera i finalitzar els Articles de la Confederació. John Adams va fer un discurs en resposta a Dickinson, en què va reafirmar la necessitat d'una declaració immediata.
La votació va arribar després d'un llarg dia de discursos. Cada colònia tenia dret a emetre un vot, però —a causa del fet que cada delegació tenia dos a set membres— havien de votar entre ells per determinar la decisió de la colònia representada. Pennsilvània i Carolina del Sud van votar en contra. La delegació de Nova York es va abstenir, ja que no tenia permís per votar per la independència. Delaware no va votar perquè la delegació estava dividida entre Thomas McKean (qui va votar sí) i George Read (qui va votar no). Les nou delegacions restants van votar a favor de la independència, cosa que va significar que la resolució havia estat aprovada pel comitè plenari. El següent pas va ser que la resolució fos sotmesa a votació pel propi Congrés. Edward Rutledge (Carolina del Sud) es va oposar a la resolució de Lee, però —«desitjós pel consens» dels seus col·legues— va proposar que la votació es posposés fins a l'endemà.
El 2 de juliol, Carolina del Sud va revertir la seva posició i va votar a favor de la independència. A la delegació de Pennsilvània, Dickinson i Robert Morris es van abstenir i van permetre que la delegació decidís (tres contra dos) per donar suport a la independència. L'empat a la delegació de Delaware es va trencar amb l'arribada de César Rodney, que va votar a favor de la independència. La delegació de Nova York es va abstenir de nou, ja que encara no estava autoritzada a votar per la independència (el Congrés Provincial de Nova York els va permetre una setmana després). La proclamació d'independencia es va aprovar amb dotze vots a favor i una abstenció a les 18.26 hores. (hora local). D'aquesta manera, les colònies van trencar oficialment els llaços polítics amb la Gran Bretanya. L’endemà, John Adams va escriure en una carta a la seva dona Abigail, en què va dir que el 2 de juliol es convertiria en un gran partit a nivell nacional perquè va pensar que la votació per la independència seria commemorada. No va pensar que els estatunidencs —incloent-lo a ell— celebrarien el Dia de la Independència en la data que es va anunciar l'aprobació del text del Comitè dels Cinc.
| «                                                           | I am apt to believe that [Independence Day] will be celebrated, by succeeding Generations, as the great anniversary Festival. It ought to be commemorated, as the Day of Deliverance by solemn Acts of Devotion to God Almighty. It ought to be solemnized with Pomp and Parade, with shews, Games, Sports, Guns, Bells, Bonfires and Illuminations from one End of this Continent to the other from this Time forward forever more. | Crec que [el Dia de la Independència] se celebrarà, per a les generacions futures, com el gran festival d’aniversari. S'ha de commemorar, com el dia de l'alliberament per actes solemnes de devoció pel Déu Totpoderós. Hauria de ser solemne amb pompa i desfilada, amb espectacles, jocs, esports, armes, campanes, focs i il·luminacions d’un extrem a un altre d’aquest continent per sempre. | » |
| — John Adams a la seva muller Abigail, 3 de juliol de 1776. | | |   |

Després de la votació de la resolució d'independència, el Congrés va posar la seva atenció a l'esborrany del Comitè dels Cinc. En els següents dos dies, el Congrés va fer alguns canvis en la redacció i va suprimir gairebé una cambra del text i, al matí del 4 de juliol de 1776, es va aprovar el text de la Declaració d'Independència i va enviar a la impremta per a la seva publicació.

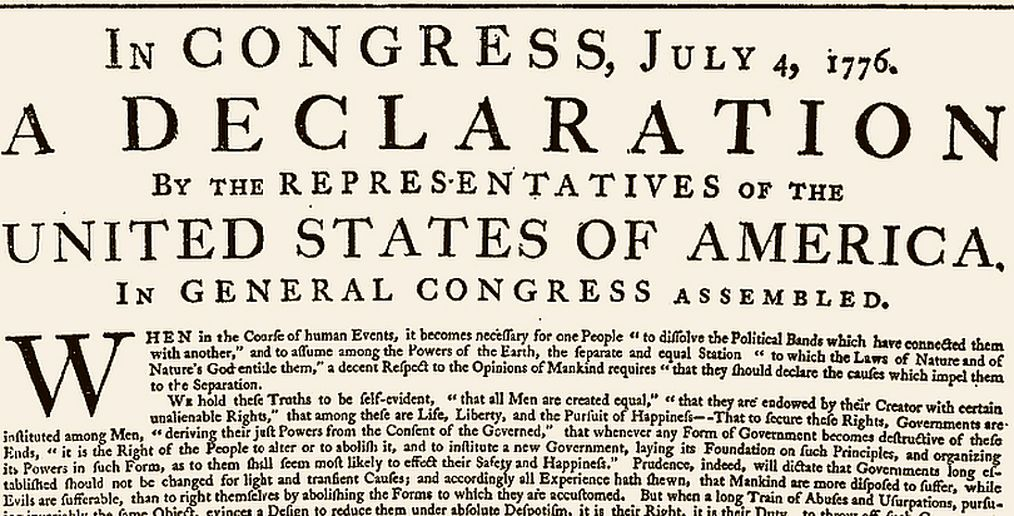
Introducció del document original de la Declaració, impresa el 4 de juliol de 1776 amb la supervisió de Jefferson. La còpia manuscrita es va imprimir després (com s'observa a la fitxa al principi d'aquest article). Tingueu en compte que els tipus de lletra de la introducció difereixen entre les dues versions.

Hi ha una diferència en la redacció de la impressió original de la declaració amb la còpia final i manuscrit. La paraula "unànime" es va inserir després d'una resolució del Congrés aprovada el 19 de juliol de 1776:
| « | Resolved, That the Declaration passed on the 4th, be fairly engrossed on parchment, with the title and stile of "The unanimous declaration of the thirteen United States of America," and that the same, when engrossed, be signed by every member of Congress. | Resolem, que la declaració aprovada el dia 4, és precisament la versió escrita a mà del pergamí, amb el títol i el disseny de la "Declaració unànime dels tretze Estats Units d'Amèrica", i que, quan es manuscrigui, sigui signada per cada Congrés membre. | » |

## Text
Text íntegre en català de la Declaració d'Independència dels Estats Units d'Amèrica
Reunits En Congrés, 4 de juliol de 1776
La declaració unànime dels tretze Estats Units d'Amèrica
Quan en el curs dels esdeveniments humans es fa necessari per a un poble dissoldre els vincles polítics que l'han lligat a un altre, i prendre entre les Potències de la terra, el lloc separat i igual al que les Lleis de la Naturalesa i el Déu d'aquesta naturalesa li donen dret, el just respecte a l'opinió de la humanitat exigeix que declari les causes que l'impulsen a la separació.
Sostenim com a evidents per si mateixes les següents veritats, que tots els homes són creats iguals, que són dotats pel seu Creador de certs Drets inalienables, entre els quals hi ha el dret a la Vida, a la Llibertat i a la recerca de la Felicitat. Que per garantir aquests drets, s'institueixen els Governs entre els Homes, els quals obtenen els seus poders legítims del consentiment dels governats. Que quan s'esdevingui que qualsevol Forma de Govern es faci destructora d'aquestes finalitats, és el Dret del Poble reformar-la o abolir-la, i instituir un nou Govern que es fonamenti en els esmentats principis, tot organitzant els seus poders de la forma que segons el seu judici ofereixi les més grans possibilitats d'aconseguir la seva Seguretat i Felicitat. La prudència, és clar, aconsellarà que no es canviïn per motius lleus i transitoris Governs establerts d'antic; i, en efecte, l'experiència ha demostrat que la humanitat està més disposada a patir, mentre els mals siguin tolerables, que a fer justícia abolint les formes a què està acostumada. Però quan una llarga sèrie d'abusos i usurpacions, dirigida invariablement al mateix Objectiu, demostra el designi de sotmetre al poble a un Despotisme absolut, és el seu dret, és el seu deure, derrocar aquest Govern i establir nous Resguards per la seva futura seguretat. Tal ha estat el pacient sofriment d'aquestes Colònies; i tal és ara la necessitat que les compel·leix a reformar els seus anteriors Sistemes de Govern. La història de l'actual Rei de la Gran Bretanya és una història de repetits greuges i usurpacions, encaminats tots ells cap a l'establiment d'una Tirania absoluta sobre aquests Estats. Per provar això, sotmetem els Fets al judici d'un món sincer.
S'ha negat a donar Aprovació a Lleis, la majoria de les quals convenients i necessàries per al bé públic.
Ha prohibit als seus Governadors sancionar Lleis que eren d'immediata i urgent importància, tret que se suspengués la seva execució fins a obtenir la seva Aprovació; i estant així suspeses, les ha desatès per complet.
S'ha negat a aprovar altres Lleis per a l'assentament de grans districtes de persones, a menys que aquests renunciessin el dret de Representació a les seves Legislatures, dret inestimable per a ells i formidable només per als tirans.
Ha convocat els cossos legislatius fora dels llocs habituals, incòmodes i distants del dipòsit dels seus Registres Públics, amb l'únic propòsit de fatigar-los fins a obligar-los a convenir amb les seves mesures.
Ha dissolt les Cambres de Representants en diverses ocasions, per haver-se oposat amb fermesa viril a les seves intromissions en els drets del poble.
Un cop dissoltes, s'ha negat durant molt de temps a permetre que se’n triessin unes altres; per la qual cosa els Poders Legislatius, l'Anihilament dels quals no és possible, han recaigut sobre el Poble, sense limitació per al seu exercici; quedant l'Estat, mentre, exposat a tots el perills d'una invasió exterior i de convulsions internes.
Ha intentat impedir la població d'aquests Estats; obstaculitzant les Lleis de Naturalització dels Estrangers; refusant sancionar-ne altres per promoure la immigració, i endurint les condicions de noves Apropiacions de Terres.
Ha obstruït l'Administració de Justícia, negant-se donar Aprovació a lleis necessàries per a l'establiment dels Poders
Ha fet que els jutges depenguin únicament de la seva Voluntat tan per poder exercir els seus càrrecs, com per la quantitat i pagament dels seus
Ha creat una gran quantitat de Noves Oficines, enviant un eixam de Funcionaris per a assetjar i empobrir el nostre poble.
Ha mantingut entre nosaltres, en temps de pau, Tropes Armades sense el Consentiment de la nostra legislatura.
Ha influït perquè l'autoritat Militar sigui independent de i superior al Poder
S'ha associat amb altres per sotmetre'ns a una jurisdicció aliena a la nostra constitució, i no reconeguda per les nostres lleis; donant el seu Assentiment als seus actes de pretesa legislació:
Per aquarterar grans cossos de tropes armades entre nosaltres:
Per protegir-los, per mitjà d'un judici burlesc, del Càstig pels Assassinats que poguessin cometre entre els habitants d'aquests Estats:
Per suspendre el nostre comerç amb totes les parts del món:
Per imposar-nos impostos sense el nostre consentiment:
Per privar-nos, en molts casos, dels beneficis d'un Judici amb Jurat:
Per transportar-nos Mar enllà per tal de ser jutjats per suposats delictes:
Per abolir el lliure Sistema de Lleis Angleses en una Província veïna, establint-hi un govern Arbitrari, i estenent els seus Límits per tal de donar un exemple i un instrument adequat per introduir el mateix govern absolut en aquestes Colònies:
Per suprimir les nostres Cartes Constitutives, abolir les nostres Lleis més valuoses i alterar en la seva essència les Formes dels nostres Governs:
Per suspendre la nostra pròpia Legislatura, i declarar-se investits amb Poders per a legislar per nosaltres en qualsevol cas.
Ha abdicat del seu Govern aquí, declarant-nos fora de la seva Protecció i emprenent una guerra contra nosaltres.
Ha saquejat nostres mars, devastat nostres costes, cremat nostres ciutats i destruït les vides de nostra gent.
En aquests moments, està transportant grans exèrcits de mercenaris estrangers per completar l'obra de mort, desolació i tirania, ja iniciada en circumstàncies de Crueltat i traïdoria que amb prou feines troben paral·lel a les èpoques més bàrbares, i del tot indignes del Cap d'una nació civilitzada.
Ha obligat als nostres Conciutadans fets Presoners en alta Mar a portar Armes contra la seva Pàtria, per convertir-se en els botxins dels seus amics i germans, o morir a les seves Mans.
Ha atiat insurreccions internes entre nosaltres i s'ha esforçat per llançar sobre els habitants de les nostres fronteres als despietats Indis Salvatges, el mètode conegut dels quals de fer la guerra és la destrucció de totes les edats, sexes i condicions.

En cada etapa d'aquestes Opressions, Hem Demanat Reparació en els termes més humils: les Nostres contínues Peticions han estat únicament respostes amb repetits greuges. Un Príncep, el caràcter del qual queda assenyalat per cadascun dels actes que defineixen un Tirà, no és apte per ser el governant d'un Poble lliure.
Tampoc Hem deixat de dirigir-nos als nostres germans Britànics. Els hem advertit sovint, de les temptatives del seu poder legislatiu per englobar-nos en una jurisdicció injustificable. Els hem recordat les circumstàncies de la nostra emigració i raure on som. Hem apel·lat al seu innat sentit de justícia i magnanimitat, i els hem conjurat, pels vincles del nostre parentesc a repudiar aquestes usurpacions, les quals acabarien per interrompre inevitablement les nostres relacions i correspondència. També ells han estat sords a la veu de la justícia i de la consanguinitat. Hem, doncs, de convenir en la necessitat, d'anunciar la nostra Separació, i considerar-los, com considerem les altres col·lectivitats humanes: Enemics en la Guerra i Amics en la Pau.
Per tant, els Representants dels Estats Units d'Amèrica, convocats en Congrés General, Reunits en Assemblea, apel·lant al Jutge Suprem del món per la rectitud de les nostres intencions, en Nom i per l'Autoritat del bon Poble d'aquestes Colònies, solemnement fem públic i declarem: Que aquestes Colònies Unides són, i han de ser per Dret, Estats Lliures i Independents; que queden Absoltes de tota Lleialtat a la Corona Britànica, i que tota vinculació política entre elles i l'Estat de la Gran Bretanya queda i ha de quedar totalment dissolta; i que, com Estats Lliures i Independents, tenen ple Poder per declarar la Guerra, concertar la Pau, concertar Aliances, establir el Comerç i efectuar els Actes i Providències a què tenen dret els Estats Independents. I en suport d'aquesta Declaració, amb absoluta confiança en la Protecció de la Divina Providència, hi invertim les nostres Vides, les nostres Fortunes i el nostre sagrat Honor.

## Signataris

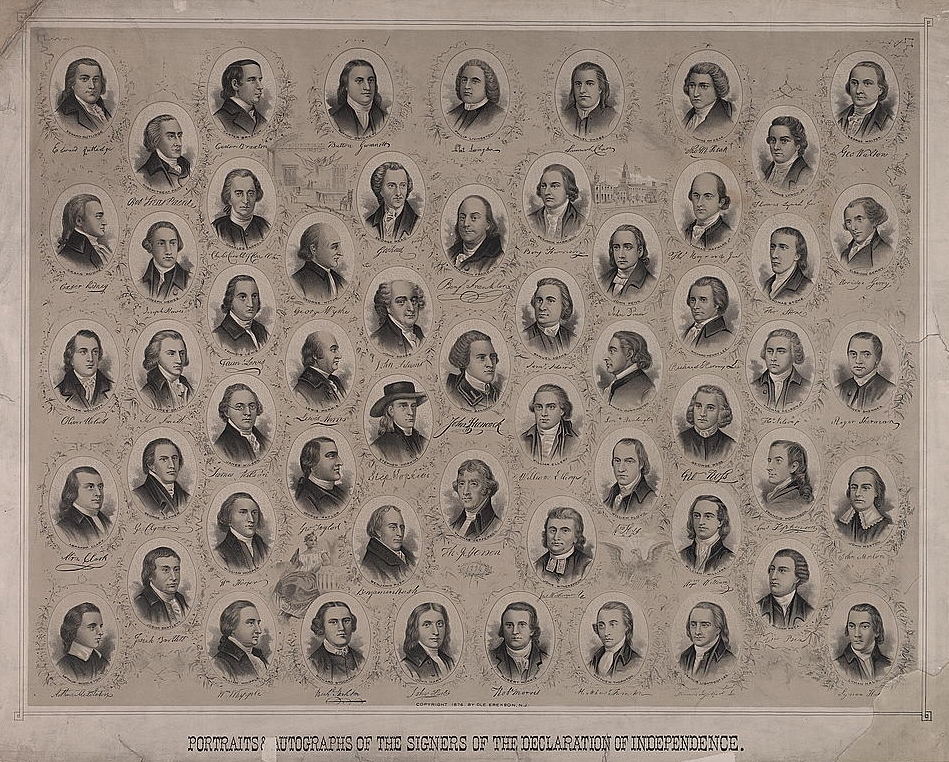
Retrats i autògrafs dels signataris de la Declaració d'Independència dels Estats Units d'Amèrica

Llista dels signataris per Estat i ordre de signatura:
President del Congrés
- 1 John Hancock (Massachusetts)

New Hampshire
- 2 Josiah Bartlett
- 3 William Whipple
- 4 Matthew Thornton

Massachusetts
- 5 Samuel Adams
- 6 John Adams
- 7 Robert Treat Paine
- 8 Elbridge Gerry

Rhode Island
- 9 Stephen Hopkins
- 10 William Ellery

Connecticut
- 11 Roger Sherman
- 12 Samuel Huntington
- 13 William Williams
- 14 Oliver Wolcott

Estat de Nova York
- 15 William Floyd
- 16 Philip Livingston
- 17 Francis Lewis
- 18 Lewis Morris

New Jersey
- 19 Richard Stockton
- 20 John Witherspoon
- 21 Francis Hopkinson
- 22 John Hart
- 23 Abraham Clark

Pennsilvània
- 24 Robert Morris
- 25 Benjamin Rush
- 26 Benjamin Franklin
- 27 John Morton
- 28 George Clymer
- 29 James Smith
- 30 George Taylor
- 31 James Wilson
- 32 George Ross

Delaware
- 33 Caesar Rodney
- 34 George Read
- 35 Thomas McKean

Maryland
- 36 Samuel Chase
- 37 William Paca
- 38 Thomas Stone
- 39 Charles Carroll de Carrollton

Virgínia
- 40 George Wythe
- 41 Richard Henry Lee
- 42 Thomas Jefferson
- 43 Benjamin Harrison V
- 44 Thomas Nelson Junior
- 45 Francis Lightfoot Lee
- 46 Carter Braxton

Carolina del Nord
- 47 William Hooper
- 48 Joseph Hewes
- 49 John Penn

Carolina del Sud
- 50 Edward Rutledge
- 51 Thomas HeywardJunior
- 52 Thomas LynchJunior
- 53 Arthur Middleton

Geòrgia
- 54 Button Gwinnett
- 55 Lyman Hall
- 56 George Walton